# Günther Fracaro
Günther Fracaro (1963) è un ex sciatore alpino austriaco.

## Biografia
Specialista delle prove veloci, Fracaro vinse la medaglia di bronzo nella discesa libera agli Europei juniores di Škofja Loka 1981; gareggiò in Coppa del Mondo almeno fino al 1983, senza ottenere risultati di rilievo. Non prese parte a rassegne olimpiche né ottenne piazzamenti ai Campionati mondiali.

## Palmarès

### Europei juniores
- 1 medaglia[1]:
  - 1 bronzo (discesa libera a Škofja Loka 1981)